# Look Sharp! (Joe Jackson)
Look Sharp!  è l'album che segna il debutto del cantautore e polistrumentista inglese Joe Jackson. Prodotto dalla A&M Records, il disco è uno dei migliori della New Wave inglese, e come ben esemplifica il titolo, sia musicalmente che per i toni dei testi, Look Sharp! è un album tagliente.
Undici brani nei quali il giovane artista già esprime il suo gusto per l'esplorazione nei vari generi musicali, dal punk (Throw it Away) fino al pop (Baby Stick Around) passando per il reggae (Fools in Love).
L'album fu anticipato dal singolo Is She Really Going Out with Him?

## Formazione
- Joe Jackson  – voce, pianoforte, armonica a bocca
- Gary Sanford  – chitarra
- Graham Maby – basso
- David Houghton  – percussioni

## Tracce
Tutte le canzoni sono scritte e arrangiate da Joe Jackson.
1. One More Time – 3:15
2. Sunday Papers – 4:22
3. Is She Really Going Out with Him? – 3:33
4. Happy Loving Couples – 3:08
5. Throw it Away – 2:49
6. Baby Stick Around – 2:36
7. Look Sharp! – 3:23
8. Fools in Love – 4:23
9. (Do the) Instant Mash – 3:12
10. Pretty Girls – 2:55
11. Got the Time – 2:52